# Tecnología nuclear
La tecnología nuclear es la tecnología que está relacionada con las reacciones de núcleos atómicos de ciertos elementos. Las tecnologías nucleares más destacadas son: la energía nuclear, la medicina nuclear y las armas nucleares. Se han desarrollado aplicaciones desde detectores de humo hasta reactores nucleares, y desde miras de armas a bombas nucleares.

## Historia y contexto científico

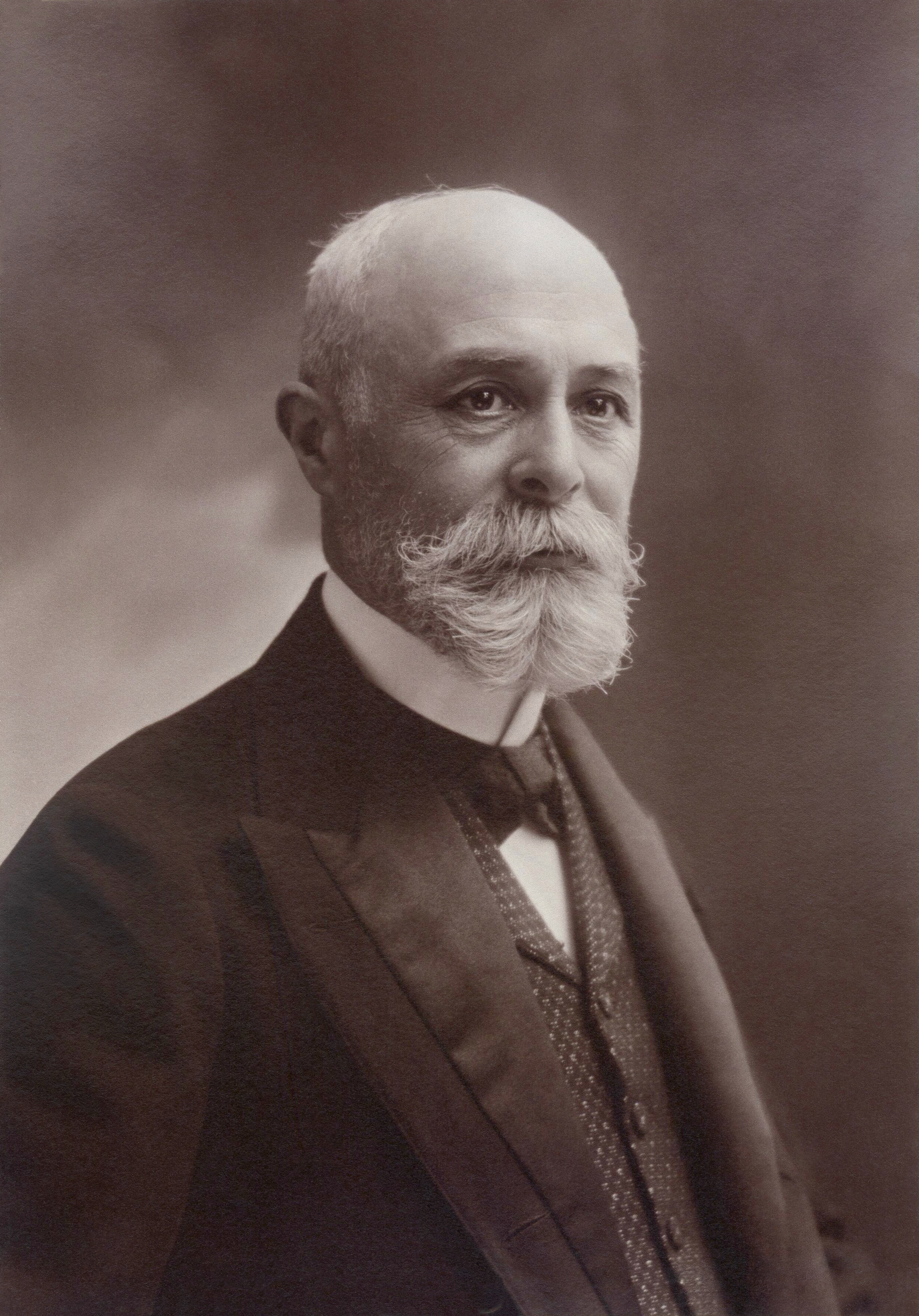
Foto de Henri Becquerel por Paul Nadar.

### Descubrimiento
La vasta mayoría de los fenómenos naturales más comunes de la Tierra ocurren en el contexto de la gravedad y del electromagnetismo y no de las reacciones nucleares. Esto se debe a que los núcleos de los átomos se mantienen separados porque contienen cargas eléctricas positivas, y por lo tanto se repelen entre sí.
En 1896, Henri Becquerel estaba investigando la fosforescencia en sales de uranio cuando él descubrió un nuevo fenómeno al que denominó radiactividad. Él, Pierre Curie y Marie Curie comenzaron a investigar el fenómeno. En el proceso, ellos aislaron el elemento radio, que es altamente radiactivo. Ellos descubrieron que los materiales radiactivos producen intensos y penetrantes rayos de tres distintas clases, a los cuales denominaron alfa, beta y gamma por las tres primeras letras del alfabeto griego. Algunos de estos podían pasar a través de la materia ordinaria y todos ellos podían ser dañinos para la salud en grandes cantidades. Todos los primeros investigadores recibieron quemaduras por radiación, parecidas a las causadas por quemaduras solares y no se preocupaban mucho al respecto.
El nuevo fenómeno de la radiactividad fue tomado por los fabricantes de medicinas falsas (como antes lo habían hecho también con la electricidad y el magnetismo) y se crearon una gran cantidad de medicinas falsas y tratamientos que usaban la radiactividad.
Gradualmente, se dieron cuenta de que la radiación producida por el decaimiento radiactivo era radiación por ionización y que incluso cantidades demasiado pequeñas para causar quemaduras tenían severa peligrosidad a largo plazo. Muchos de los científicos que trabajaron con radiactividad murieron de cáncer como un resultado de su exposición a esta. Los primeros tratamientos y medicinas que usaban radiactividad desaparecieron pero otras aplicaciones de los materiales radiactivos persistieron, tales como el uso de sales de radio para producir diales autoiluminados en relojes y otros instrumentos.
A la medida que el átomo se comprendía mejor, la naturaleza de la radiactividad se conoció más claramente. Algunos grandes núcleos atómicos eran inestables y por lo tanto también su tasa de decaimiento (liberación de materia o energía) a intervalos aleatorios. Las tres formas de radiación que Becquerel y los Curies descubrieron se comprendió de mejor manera. La desintegración o decaimiento Alfa es cuando un núcleo libera una partícula alfa, que es cuando dos protones y dos neutrones, equivalente a un núcleo de helio. La desintegración Beta es la liberación de una partícula beta, un electrón de alta energía. La desintegración Gamma libera rayos gamma, que a diferencia de las radiaciones alfa y beta no es materia sino que es radiación electromagnética de muy alta frecuencia, y por lo tanto energía. Este tipo de radiación es la más peligrosa y es la más difícil de bloquear. Estos tres tipos de radiación ocurren naturalmente en algunos elementos específicos.
Se ha llegado a la conclusión que la fuente original de la mayor parte de la energía de origen terrestre es nuclear, ya sea a través de la radiación del Sol que es causada por reacciones termonucleares estelares o por el decaimiento radiactivo del uranio dentro de la Tierra, la principal fuente de la energía geotérmica.

### Fisión
En la radiación nuclear natural, los subproductos son muy pequeños cuando se comparan a los núcleos de los cuales se originan. La fisión nuclear es el proceso de dividir un núcleo en dos partes aproximadamente similares, proceso que libera energía y neutrones. Si estos neutrones son capturados por otro núcleo inestable, estos también pueden fisionarse, lo que puede llevar a una reacción en cadena. La cantidad promedio de neutrones liberados por núcleos que influyen en la fisión de otro núcleo se llama k. Los valores de k más grandes que 1 significa que la reacción de fisión está liberando más neutrones de los que absorbe, y por lo tanto se le llama como una reacción en cadena autosostenible. Una masa de material fisible lo suficientemente grande (y en una configuración adecuada) para inducir una reacción en cadena autosostenible es llamada una masa crítica.
Cuando un neutrón es capturado por un núcleo adecuado, la fisión puede ocurrir de inmediato, o el núcleo puede persistir en un estado inestable por un corto tiempo. Si existen los suficientes decaimientos inmediatos para soporta la cadena en reacción, se dice sobre esa masa que es inmediatamente crítica, y la energía liberada crecerá rápida e incontrolablemente, lo que usualmente lleva a una explosión.
Cuando se descubrió al principio de la Segunda Guerra Mundial, esta idea llevó a varios países a comenzar programas que investigaran la posibilidad de construir una bomba atómica — un arma que utilizara las reacciones de fisión para generar lejos mucho más energía de lo que era posible lograr con explosivos químicos. El Proyecto Manhattan, llevado a cabo por Estados Unidos con la ayuda del Reino Unido y de Canadá, desarrolló varias armas de fisión que fueron usadas contra Japón en 1945. Durante el proyecto, también se desarrollaron los primeros reactores de fisión, aunque ellos fueron usados principalmente para la fabricación de armas y no para generar electricidad.
Sin embargo, si la masa es crítica solo cuando los neutrones retrasados están incluidos, la reacción puede ser controlada, por ejemplo mediante la introducción o remoción de materiales que absorben los neutrones. Esto es lo que permite que se puedan construir reactores nucleares. Los neutrones rápidos no son capturadas fácilmente por el núcleo, así su velocidad debe ser disminuida (neutrones lentos), generalmente mediante la colisión con el núcleo de un moderador de neutrones, antes de que puedan ser capturados con mayor facilidad. Actualmente, este tipo de fisión es comúnmente usada para generar electricidad.

### Fusión
Si los núcleos son forzados a colisionar, ellos pueden producir lo que se conoce como fusión nuclear. Este proceso puede liberar o absorber energía. Cuando el núcleo resultante es más ligero que el del hierro, normalmente se libera energía; cuando el núcleo es más pesado que el del hierro, generalmente se absorbe energía. Este proceso de fusión ocurre en las estrellas, que derivan su energía del hidrógeno y del helio. Ellos forman, a través de la nucleosíntesis estelar, elementos ligeros (litio a calcio) así como algunos de los elementos más pesados (más allá del hierro y el níquel, a través del proceso-S). Los restantes elementos pesados, del níquel al uranio y más allá, es debido a la nucleosíntesis de supernovas, el proceso-R.
Por supuesto, estos procesos naturales de astrofísica no son ejemplos de la "tecnología" nuclear. Debido a la muy fuerte repulsión de los núcleos, la fusión es difícil de lograr de una forma controlada. La bomba de hidrógeno obtiene su enorme poder destructivo de la fusión, pero su energía no puede ser controlada. La fusión controlada es lograda en aceleradores de partículas; es de esta forma como se producen muchos elementos sintéticos. Un fusor también puede producir fusión controlada y es una útil fuente de neutrones. Sin embargo, ambos dispositivos funcionan con una pérdida neta de energía. Una fuente de energía de fusión controlable, viable ha probado ser elusiva, a pesar del ocasional engaño de la fusión fría. Las dificultades técnicas y teóricas han estorbado el desarrollo de tecnología de fusión de uso civil que funcione, aunque la investigación continúa actualmente en muchas partes en el mundo.
Inicialmente la fusión nuclear fue investigada solo teóricamente durante la Segunda Guerra Mundial, cuando los científicos del Proyecto Manhattan (liderados por Edward Teller) la investigaron como un método para construir una bomba. El proyecto fue intensificado después de concluir que se requeriría de una reacción de fisión para detonarla. Recién en el año 1952 la primera bomba de hidrógeno pudo ser detonada, llamada así debido a que usa las reacciones entre el deuterio y el tritio. las reacciones de fusión son mucho más energéticas por unidad de masa de combustible nuclear que las reacciones de fisión, pero comenzar una reacción en cadena de fusión es mucho más difícil.

## Armas nucleares

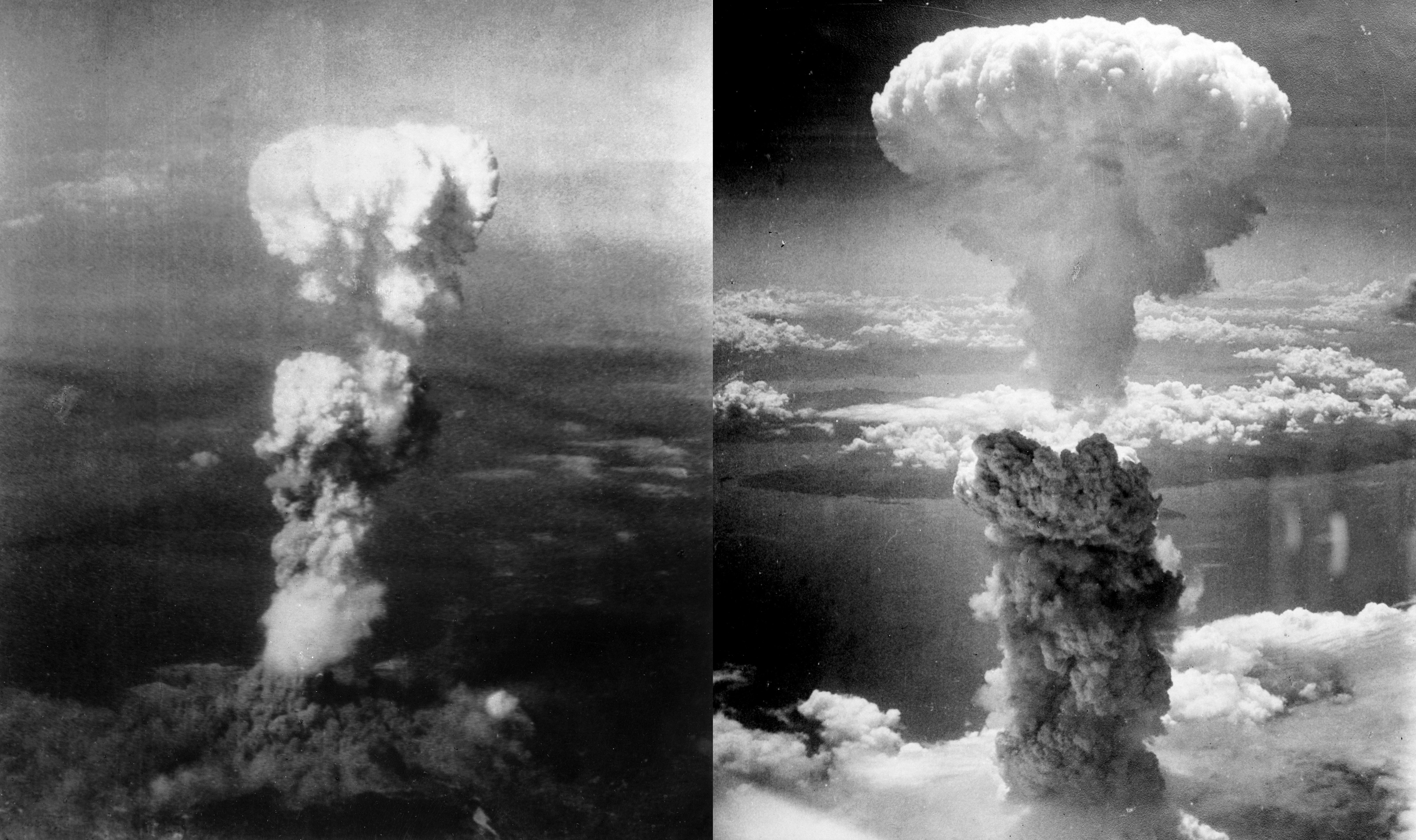
Nubes de hongo producidas por las bombas atómicas lanzadas en agosto de 1945 sobre Hiroshima y Nagasaki

Un arma nuclear es un dispositivo explosivo que deriva su fuerza destructiva de las reacciones nucleares, ya sea por fisión o una combinación de fisión y fusión.Las armas nucleares son consideradas como armas de destrucción masiva y su uso y control han sido un aspecto principal de la política internacional desde su debut.
El diseño de armas nucleares es más complicado de lo que parece ser. Un arma de este tipo debe contener una o más masas fisibles subcríticas lo suficientemente estables para ser desplegadas, para luego inducir o crear una masa crítica para poder detonarla. También es muy difícil asegurar que la reacción en cadena consuma una fracción significativa del combustible antes de que el dispositivo vuele en pedazos. La obtención de un combustible nuclear también es más difícil de lo que parece ser, ya que ninguna sustancia de ocurrencia natural es lo suficientemente inestable para que este proceso ocurra. 
Un isótopo de uranio, el uranio-235, ocurre naturalmente y es lo suficientemente inestable, pero siempre se encuentra mezclado con el isótopo más estable uranio-238. Este último compone más del 99% del peso del uranio natural. A continuación métodos de separación de isótopos basados en el peso de tres neutrones se deben realizar para enriquecer (aislar) el uranio-235.
De forma alternativa, el plutonio posee un isótopo que es lo suficientemente inestable para ser utilizable. El plutonio no ocurre naturalmente, así que debe ser fabricado en un reactor nuclear.
Eventualmente, el Proyecto Manhattan fabricó armas nucleares basadas en cada uno de estos elementos. Ellos detonaron la primera arma nuclear en una prueba denominada "Trinity", cerca de Alamogordo, Nuevo México, el 16 de julio de 1945. La prueba fue realizada para asegurarse que el método de implosión funcionaría para detonar una bomba atómica. Una bomba de uranio, la Little Boy (en castellano: Niñito), fue lanzada sobre la ciudad japonesa de Hiroshima el 6 de agosto de 1945, seguida tres días más tarde por una basada en plutonio denominada Fat Man (en castellano: Gordo) lanzada sobre Nagasaki. Como resultado de la devastación y muertes sin precedente provocados por una sola bomba, el gobierno japonés se rindió, terminando con la Segunda Guerra Mundial.
Desde estos bombardeos ningún arma nuclear ha sido desplegada ofensivamente. Sin embargo, ellas provocaron que una carrera de armas se desarrollara para crear bombas cada vez más destructivas como una forma de disuasión nuclear. Apenas cuatro años más tarde, el 29 de agosto de 1949, la Unión Soviética detonó su primera arma de fisión. El Reino Unido la siguió el 2 de octubre de 1952, Francia el 13 de febrero de 1960 y China el 16 de octubre de 1964. Estos cinco países le es permitido poseer armas nucleares bajo el Tratado de No Proliferación Nuclear. Solo cuatro estados soberanos reconocidos no son parte del tratado: India, Israel, Pakistán y Corea del Norte. India, Pakistán y Corea del Norte han probado abiertamente y declarado que poseen armas nucleares. Israel ha mantenido una política de ambigüedad respecto a su propio programa de armas nucleares. Corea del Norte accedió al tratado, lo violó y se retiró en el año 2003.
A diferencia de las armas convencionales, le intensa luz, calor y fuerza explosiva no son los únicos componentes mortales de un arma nuclear. Aproximadamente la mitad de las muertes de Hiroshima y Nagasaki fueron causadas entre dos a cinco años más tarde debido a la exposición a la radiación. Un arma radiológica es un tipo de arma nuclear diseñada para dispersar material nuclear peligroso en territorio enemigo. Tal arma no tendría la capacidad explosiva de una bomba de fisión o de fusión, pero podría matar muchas personas y contaminar una gran área. Un arma radiológica nunca ha sido desplegada. Mientras es considerada sin utilidad desde el punto de vista militar convencional, un arma de este tipo puede ser usada con fines de terrorismo nuclear.
Se han llevado a cabo sobre 2.000 pruebas nucleares desde 1945. En 1963, todos los estados nucleares y muchos no nucleares firmaron el Tratado de prohibición parcial de ensayos nucleares, obligándose a restringirse de realizar pruebas de armas nucleares en la atmósfera, bajo el agua o en el espacio exterior. El tratado permite la realización de pruebas nucleares subterráneas. Francia continuó con pruebas atmosféricas hasta 1974, mientras China continuó hasta 1980. La última prueba nuclear realizada por Estados Unidos fue en 1992, la Unión Soviética lo hizo en 1990, el Reino Unido en 1991, tanto Francia como China continuaron las pruebas hasta 1996. Después de firmar el Tratado de Prohibición Completa de los Ensayos Nucleares en 1996 (que al año 2011 no ha entrado en fuerza), todos estos estados se han obligado a terminar con todas las pruebas nucleares. Los estados no signatarios de India y Pakistán hicieron sus últimas pruebas en el año 1988.
Las armas nucleares son las armas conocidas más destructivas - el arquetipo de las armas de destrucción masiva. A través de la Guerra Fría, las potencias opuestas tenían enormes arsenales nucleares, suficiente para matar centenares de millones de personas. Generaciones de personas crecieron bajo la sombra de la devastación nuclear, ejemplificado en películas tales como Dr. Strangelove y The Atomic Cafe.
Sin embargo, la liberación de las enormes cantidades de energía implicadas en la detonación de un arma nuclear también sugirió la posibilidad de una nueva fuente de energía.

## Usos civiles

### Energía nuclear
La energía nuclear es un tipo de tecnología que tiene que ver con el uso controlado de la fisión nuclear para liberar energía para su uso pacífico, y que incluyen propulsión, calor y generación de electricidad. La energía nuclear es producida por una reacción en cadena controlada que crea calor como subproducto la que es usada para hervir agua, producir vapor y propulsar una turbina de vapor. La turbina es usada para generar electricidad y/o realizar trabajo mecánico.
En el año 2004 la energía nuclear proporciona aproximadamente el 15,7% de la electricidad mundial y es usada para propulsar portaviones, rompehielos y submarinos (hasta el momento el costo y el temor en algunos puertos ha prevenido el uso de la energía nuclear en buques de transporte). Todas las plantas de energía nuclear usan la fisión. A pesar de años de esfuerzos y el ocasional engaño (por ejemplo, la fusión fría), ninguna reacción de fusión hecha por el hombre ha producido más energía que la usada en su realización, lo que significa que aún no es una fuente viable para la generación de electricidad.

### Aplicaciones médicas
Las aplicaciones médicas de la tecnología nuclear están divididas en diagnósticos y tratamientos por radiación.
Imágenes - las imágenes de rayos-X médico y dental usan cobalto-60 u otras fuentes de rayos-X. El tecnecio-99m es usado, agregado a moléculas orgánicas, como un trazador radiactivo en el cuerpo humano, antes de ser excretado por los riñones. Positrones que emiten nucleótidos son usados para la generación de imágenes de alta resolución, y corta vida en aplicaciones conocida como tomografía por emisión de positrones.
La terapia de radiación es un efectivo tratamiento para el cáncer.

### Aplicaciones industriales
Exploración petrolera y de gas- El registro de pozos nuclear es usado para ayudar a predecir la viabilidad comercial de pozos nuevos o existentes. La tecnología implica el uso de una fuente de rayos gamma o de neutrones y un detector de radiación que son bajados en el agujero de perforación para determinar las propiedades de la roca que lo rodea, tales como porosidad y litografía.
Construcción de caminos - Medidores nucleares de humedad/densidad son usados para determinar la densidad de los suelos, asfaltos y concretos. Normalmente se usa una fuente de cesio-137.

### Aplicaciones comerciales
Un detector de humo por ionización incluye una pequeñísima masa de americio-241 radiactivo, que es una fuente de radiación alfa. El tritio es usado con fósforo en miras de armas para aumentar su precisión en condiciones de poca visibilidad. Los letreros de salida autoiluminados usan la misma tecnología.

### Procesamiento de comida y agricultura

El logo Radura, usado para mostrar que una comida ha sido tratada con radiación de ionización.

La irradiación de la comida es el proceso por el cual la comida se expone a radiación ionizante con el propósito de destruir microorganismos, bacterias, virus o insectos que podrían estar presente en la comida. Las fuentes de radiación usadas incluyen radioisótopos productores de rayos gamma, generadores de rayos-X y aceleradores de neutrones. Otras aplicaciones incluyen la inhibición de brotes, el retraso de la maduración, el incremento de la producción de jugo y el mejoramiento de la rehidratación. La irradiación es un término más general donde la exposición deliberada de materiales a la radiación para lograr una meta técnica (en este contexto se presumen 'radiación por ionización'). Como tal también es usada en artículo no alimenticios, tales como instrumental médico, plásticos, tubos para gasoductos, mangueras para calefacción de pisos, materiales para embalaje de comida, repuestos para automóviles, alambres y cables (aislamiento eléctrico), neumáticos, e incluso piedras preciosas. Comparada a la cantidad de comida irradiada, el volumen de aplicaciones cotidianas es enorme pero es algo que no es notado normalmente por las personas.
El genuino efecto de procesar la comida por radiación ionizante se relaciona con el daño al ADN, la información genética básica para la vida. Los microorganismos no pueden proliferar y continuar sus actividades. La podredumbre causada por los microorganismos cesa. Los insectos no sobreviven o son incapaces de reproducirse. Las plantas no pueden continuar su ciclo natural de maduración o envejecimiento. Todos estos efectos son beneficiosos para el consumidor y la industria alimentaria.
La cantidad de energía impartida para lograr una irradiación de comida efectiva es baja cuando se compara a la necesaria para cocinar y lograr el mismo efecto, incluso a una dosis típica de 10 kGy la mayor parte de la comida, que es (con respecto al propósito de calentamiento) equivalente al agua, se calentaría solo en aproximadamente 2,5 °C (4,5 °F).
Lo especial del procesamiento de la comida por radiación ionizante es el hecho, de que la densidad de la energía por transición atómica es muy alta, puede romper las moléculas e inducir ionización (de ahí el nombre) lo que no puede ser logrado solo calentándola. Esta es la razón de los nuevos efectos beneficiosos, sin embargo al mismo tiempo surgen nuevas preocupaciones. El tratamiento de comida sólida por radiación ionizante puede producir un efecto similar a la pasteurización por calor en los líquidos, tales como la leche. Sin embargo, el uso del término, pasteurización fría, para describir las comidas irradiadas es controversial, debido a que la pasteurización y la irradiación son dos procesos fundamentalmente diferentes, aunque buscan resultados finales similares.
La irradiación de comida es actualmente permitida en más de 40 países y los volúmenes tratados exceden anualmente las 500.000 toneladas a nivel mundial.
La irradiación de comida esencialmente es una tecnología no nuclear, se basa en la radiación de ionización que puede ser generada por aceleradores de neutrones, pero que también puede usar rayos gamma producto del decaimiento nuclear. Existe una industria mundial para el procesamiento por radiación ionizante, la mayoría tanto por cantidad como por potencia de proceso se hace por aceleradores. La irradiación de comida es solo una aplicación nicho cuando se compara a los insumos médicos, materiales plásticos, materias primas, piedras preciosas, cables y alambres, etc.

## Accidentes
Los accidentes nucleares, debido a las poderosas fuerzas involucradas, son a menudo muy peligrosos. Históricamente, los primeros incidentes tuvieron que ver con exposiciones fatales a la radiación. Marie Curie murió de anemia aplásica como resultado de los altos niveles de exposición que sufrió durante sus investigaciones. Otros dos científicos, un estadounidense y un canadiense, Harry Daghlian y Louis Slotin, murieron por mala manipulación de la misma masa de plutonio. 
Los accidentes nucleares y radiológicos civiles normalmente tienen que ver con plantas de energía nuclear. Las causas más comunes son fugas que exponen a los trabajadores a material peligroso. Un derretimiento nuclear se refiere a un accidente más serio que implica la liberación de material nuclear al ambiente que rodea a la planta. Los accidentes de este tipo más significativos ocurrieron en Three Mile Island, Pensilvania y en Chernobyl en Ucrania. El terremoto y tsunami del 11 de marzo de 2011 causó serios daños a tres reactores nucleares y a una piscina de depósito de combustible gastado en la planta de energía nuclear de Fukushima Daiichi en Japón. Los reactores militares que experimentaron accidentes similares fueron Windscale en el Reino Unido y el SL-1 en Estados Unidos.
Los accidentes militares usualmente tienen que ver con la pérdida o detonación inesperada de armas nucleares. La prueba Castle Bravo en 1954 produjo un mayor rendimiento de lo esperado, esta prueba contaminó las islas cercanas, un buque pesquero japonés (con un muerto) y surgieron preocupaciones de peces contaminados en Japón. Entre la década de los 50 y de los 70, varias bombas nucleares fueron perdidas desde submarinos y aviones, algunas de las cuales nunca se recobraron. Los últimos veinte años han visto una marcada declinación de accidentes semejantes.